# Cepioł
Cepioł (ros. Цепёл) – osiedle w Rosji, w Kraju Permskim, w rejonie krasnowiszerskim. W 2010 liczyło 353 mieszkańców.